# Pierre Vergniaud
Pierre Victurnien Vergniaud (Limoges, 31 de maio de 1753 - Paris, 31 de outubro de 1793) foi um advogado e político francês, notório durante a Revolução Francesa, sendo um apoiador de Jacques Pierre Brissot e importante membro da facção girondina (ou Brissotina).

## Revolução
Como muitos contemporâneos, entre a eclosão da Revolução e a sua eleição para a Assembleia Nacional, as opiniões políticas de Vergniaud sofreram uma mudança decisiva. No início, ele apoiava a ideia de uma monarquia constitucional para a França, mas a tentativa de fuga do rei Luís XVI fez com que desconfiasse do soberano e passasse a apoiar uma república.
Foi eleito deputado em 1789 e presidente da Assembleia Nacional em 1791, onde trabalhou principalmente no tema dos emigrados franceses e da posse de seus bens. Em dezembro de 1791, ele fez um enfático apelo às armas, que culminou na posterior declaração de guerra contra as potências absolutistas. No início de 1792, Vergniaud passou a atacar o rei de forma ainda mais contundente, chegando a apoiar a dissolução da guarda real. Sua oratória foi muitas vezes utilizada para insuflar atos de violência, como os massacres de setembro de 1792, ainda que o próprio não apoiasse esses atos particularmente. Seus discursos também fortaleceram a insatisfação popular contra a monarquia e precipitaram eventos como a jornada de 20 de junho e a invasão das Tulherias. Na ocasião, Vergniaud participou da formação da Convenção Nacional e da derrubada do monarca. Em 16 de janeiro de 1793, ele presidiu o julgamento de Luís XVI, sendo favorável à morte do rei. No mesmo período, participou da comissão constitucional que elaborou o projeto constitucional girondino, que acabou por ser suplantado pela Constituição de 1793 (Ano I).

## Queda
Quando a instituição de um tribunal revolucionário foi proposta, Vergniaud opôs-se ao projeto de forma contundente, denunciando-o como uma espécie de "inquisição espanhola", sendo seguido por seu grupo. Acusado de moderado e monarquista, Vergniaud, juntamente com Brissot, Roland e outros deputados girondinos, foi vítima das jornadas de 31 de maio e 2 de junho de 1793, que expulsaram seu grupo da Convenção. No início de outubro daquele ano, a Assembleia apresentou acusação aos deputados girondinos, que foram enviados para julgamento no Tribunal Revolucionário. Na manhã de 31 de outubro de 1793, Vergniaud e os girondinos foram guilhotinados.